# Памятники древних культур Украины (серия монет)
Памятники древних культур Украины (укр. Пам'ятки давніх культур України) — серия памятных монет, выпущенная Национальным банком Украины в 2000 и 2001 годах.
Серия состоит из пяти биметаллических монет из драгоценных металлов номиналом в 20 гривен.
О начале выпуска выпуске монет серии и выпуске двух первых монет («Палеолит» и «Трёхполье») было объявлено двумя письмами НБУ, датированными одной датой — 19 декабря 2000 года. О выпуске других монет серии было объявлено письмами НБУ: «Ольвия» — от 22 декабря 2000, «Скифия» — от 29 октября 2001, «Киевская Русь» — от 24 декабря 2001.

## Монеты
| Аверс | Реверс | Описание | Примечание |
| ----- | ------ | --- | --- |
|       |        | На аверсе: во внутреннем круге, на фоне ржаных колосьев — символическое колесо истории, на котором сидит сокол, внизу — змея. Малый государственный герб Украины. На внешнем кольце слева — человек, справа — каменные постройки. Логотип Монетного двора НБУ, надписи «УКРАЇНА 2000 20 ГРИВЕНЬ». На реверсе: во внутреннем круге — резной браслет из бивня мамонта. На внешнем кольце — наскальные рисунки первобытных людей, бивни мамонта, надпись «ПАЛЕОЛІТ».                                                                                    | - Название монеты: Палеолит - Номинал: 20 гривен - Металл: биметалл (золото 916, серебро 925) - Масса чистого драгоценного металла: 14,7 г - Диаметр: 31 мм - Качество: - Гурт: секторальные рифления - Тираж: 3000 - Художник: Роман Чайковский - Скульптор: Роман Чайковский - Дата выпуска в обращение: 20 декабря 2000 - Отпускная цена НБУ: 4742 гривны      |
|       |        | | |
|       |        | На аверсе: во внутреннем круге, на фоне ржаных колосьев — символическое колесо истории, на котором сидит сокол, внизу — змея. Малый государственный герб Украины. На внешнем кольце слева — мальчик-пастух, справа — девочка с колосьями. Логотип Монетного двора НБУ, надписи «УКРАЇНА 2000 20 ГРИВЕНЬ». На реверсе: во внутреннем круге — глиняная антропоморфная статуэтка из поселения Владимировка в Кировоградской области. На внешнем кольце — изображения образцов посуды трёхпольной культуры с характерным орнаментом, надпись «ТРИПІЛЛЯ». | - Название монеты: Трёхполье - Номинал: 20 гривен - Металл: биметалл (золото 916, серебро 925) - Масса чистого драгоценного металла: 14,7 г - Диаметр: 31 мм - Качество: - Гурт: секторальные рифления - Тираж: 3000 - Художник: Роман Чайковский - Скульптор: Роман Чайковский - Дата выпуска в обращение: 20 декабря 2000 - Отпускная цена НБУ: 4742 гривны     |
|       |        | | |
|       |        | На аверсе: во внутреннем круге, на фоне ржаных колосьев — символическое колесо истории, на котором сидит сокол, внизу — змея. Малый государственный герб Украины. На внешнем кольце слева — гончар, справа — женщина с детьми. Логотип Монетного двора НБУ, надписи «УКРАЇНА 2000 20 ГРИВЕНЬ». На реверсе: во внутреннем круге — ольвийская монета. На внешнем кольце — орнамент и сюжеты вазовой росписи, надпись «ОЛЬВІЯ». | - Название монеты: Ольвия - Номинал: 20 гривен - Металл: биметалл (золото 916, серебро 925) - Масса чистого драгоценного металла: 14,7 г - Диаметр: 31 мм - Качество: - Гурт: секторальные рифления - Тираж: 3000 - Художник: Роман Чайковский - Скульптор: Роман Чайковский - Дата выпуска в обращение: 26 декабря 2000 - Отпускная цена НБУ: 4742 гривны        |
|       |        | | |
|       |        | На аверсе: во внутреннем круге, на фоне ржаных колосьев — символическое колесо истории, на котором сидит сокол, внизу — змея. Малый государственный герб Украины. На внешнем кольце слева — скифский воин с ритоном в руке, справа — скифская царица с зеркалом в руке. Логотип Монетного двора НБУ, надписи «УКРАЇНА 2001 20 ГРИВЕНЬ». На реверсе: во внутреннем круге — пластина VII — начала VI в. до н. э., украшавшая женский головной убор. На внешнем кольце — стилизованные изображения в т. н. скифском зверином стиле, надпись «СКІФІЯ».   | - Название монеты: Скифия - Номинал: 20 гривен - Металл: биметалл (золото 916, серебро 925) - Масса чистого драгоценного металла: 14,7 г - Диаметр: 31 мм - Качество: - Гурт: секторальные рифления - Тираж: 3000 - Художник: Роман Чайковский - Скульптор: Роман Чайковский - Дата выпуска в обращение: 30 января 2001 - Отпускная цена НБУ: 4742 гривны         |
|       |        | | |
|       |        | На аверсе: во внутреннем круге, на фоне ржаных колосьев — символическое колесо истории, тризуб, внизу — змея. Малый государственный герб Украины. На внешнем кольце слева — князь с макетом собора, у его ног лежит гепард, справа — княгиня с шитьём. Логотип Монетного двора НБУ, надписи «УКРАЇНА 2001 20 ГРИВЕНЬ». На реверсе: во внутреннем круге — древнерусский колт (женское украшение). На внешнем кольце — фрагмент киевского ритуального наручья XII—XIII вв., надпись «КИЇВСЬКА РУСЬ».                                                   | - Название монеты: Киевская Русь - Номинал: 20 гривен - Металл: биметалл (золото 916, серебро 925) - Масса чистого драгоценного металла: 14,7 г - Диаметр: 31 мм - Качество: - Гурт: секторальные рифления - Тираж: 2000 - Художник: Роман Чайковский - Скульптор: Роман Чайковский - Дата выпуска в обращение: 25 декабря 2001 - Отпускная цена НБУ: 4742 гривны |
|       |        | | |